# Albert Friedrich Speer
Pour les articles homonymes, voir Albert Speer (homonymie) et Speer.
Ne doit pas être confondu avec Albert Speer.
Albert Friedrich Speer, né le 29 juillet 1934 à Berlin et mort le 15 septembre 2017 à Francfort-sur-le-Main, est un architecte et urbaniste allemand.

## Biographie
Albert Friedrich Speer est le fils de l'architecte et officiel du parti nazi Albert Speer. Son grand-père Albert Friedrich Speer (en) et son arrière-grand-père furent aussi architectes. Il est également le frère de la parlementaire du parti vert Hilde Schramm et de la photographe Margret Nissen.
Albert Friedrich Speer gagne son premier prix international en 1964 et ouvre son propre cabinet d'architecte. Il fait une grande carrière internationale et travaille beaucoup en Arabie saoudite. En 1977, il devient professeur d'urbanisme à Kaiserslautern.
En 1984, il fonde son entreprise Büro Albert Speer & Partner à Francfort-sur-le-Main, lequel emploie une centaine d'employés et est une des plus grandes et réputées entreprises d'architecture et d'urbanisme en Allemagne.
Il est appelé pour l'exposition universelle de 2000 à Hanovre, la cité internationale de Shanghaï et les Jeux olympiques de Pékin en 2008. Il prépare également la candidature avortée de la ville de Munich, pour recevoir les Jeux olympiques d'hiver de 2018.

## Galerie

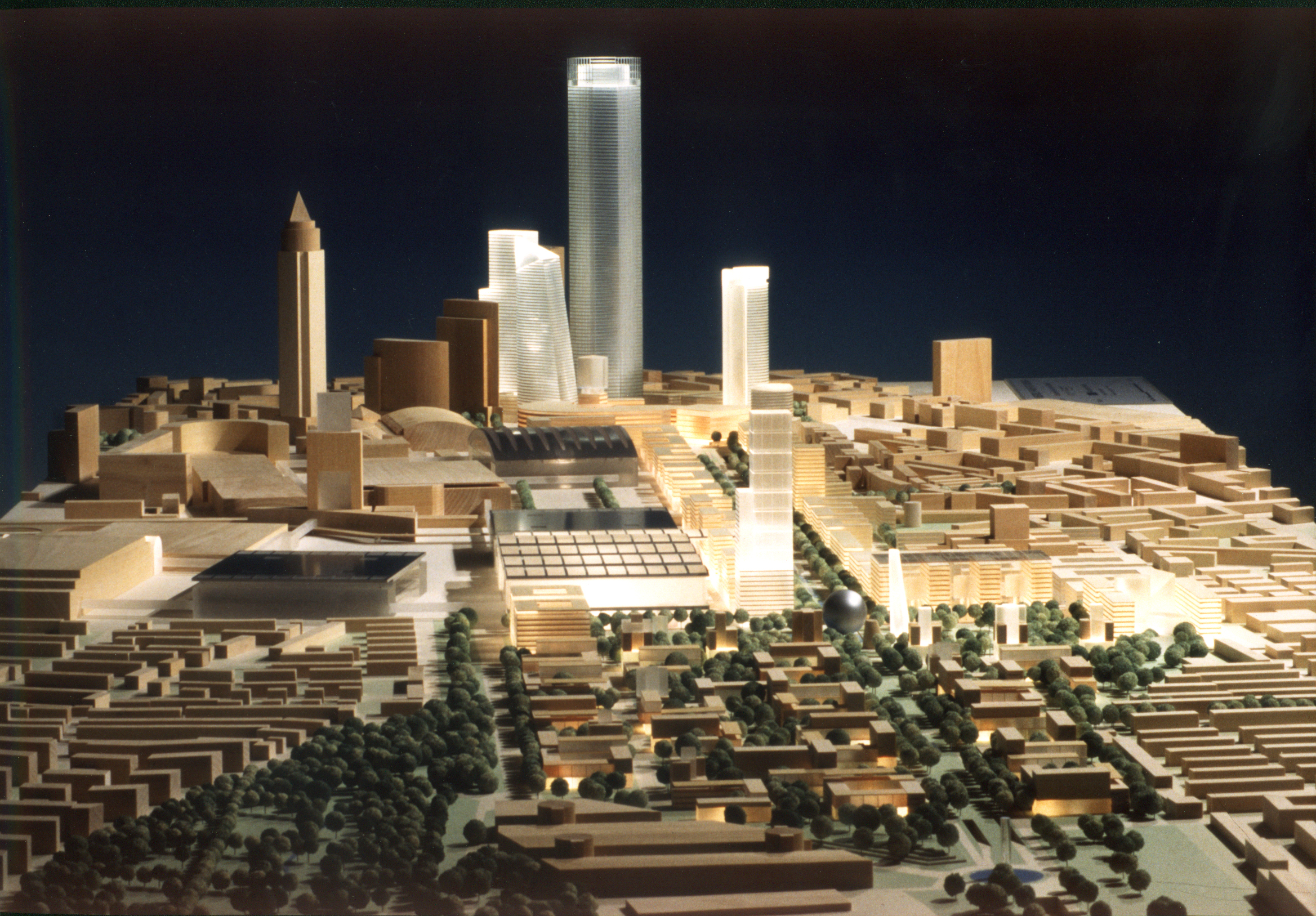
Projet Europaviertel d'Albert Speer & Partner GmbH.
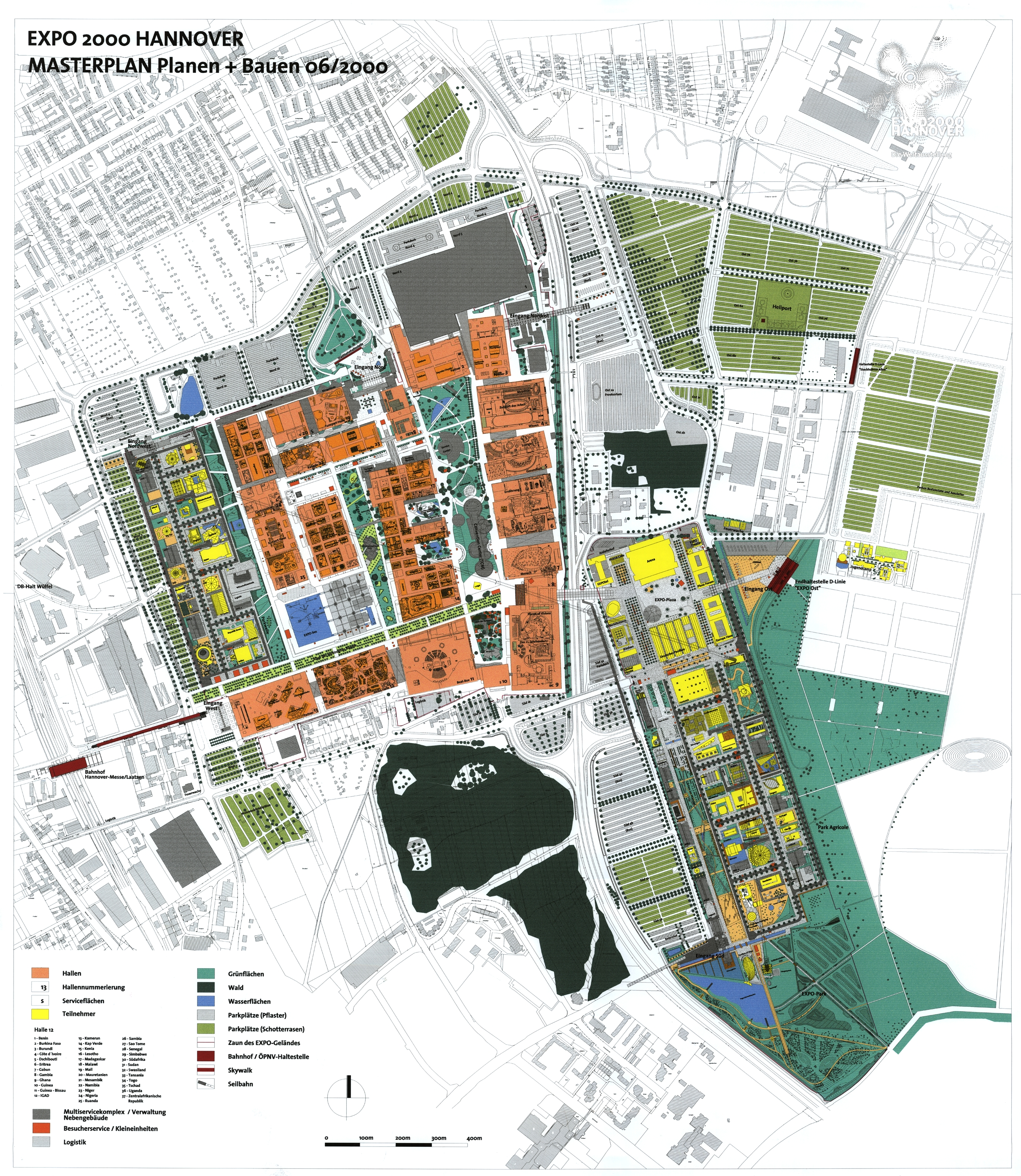
Plan d'urbanisme de l'EXPO 2000 Hanovre.
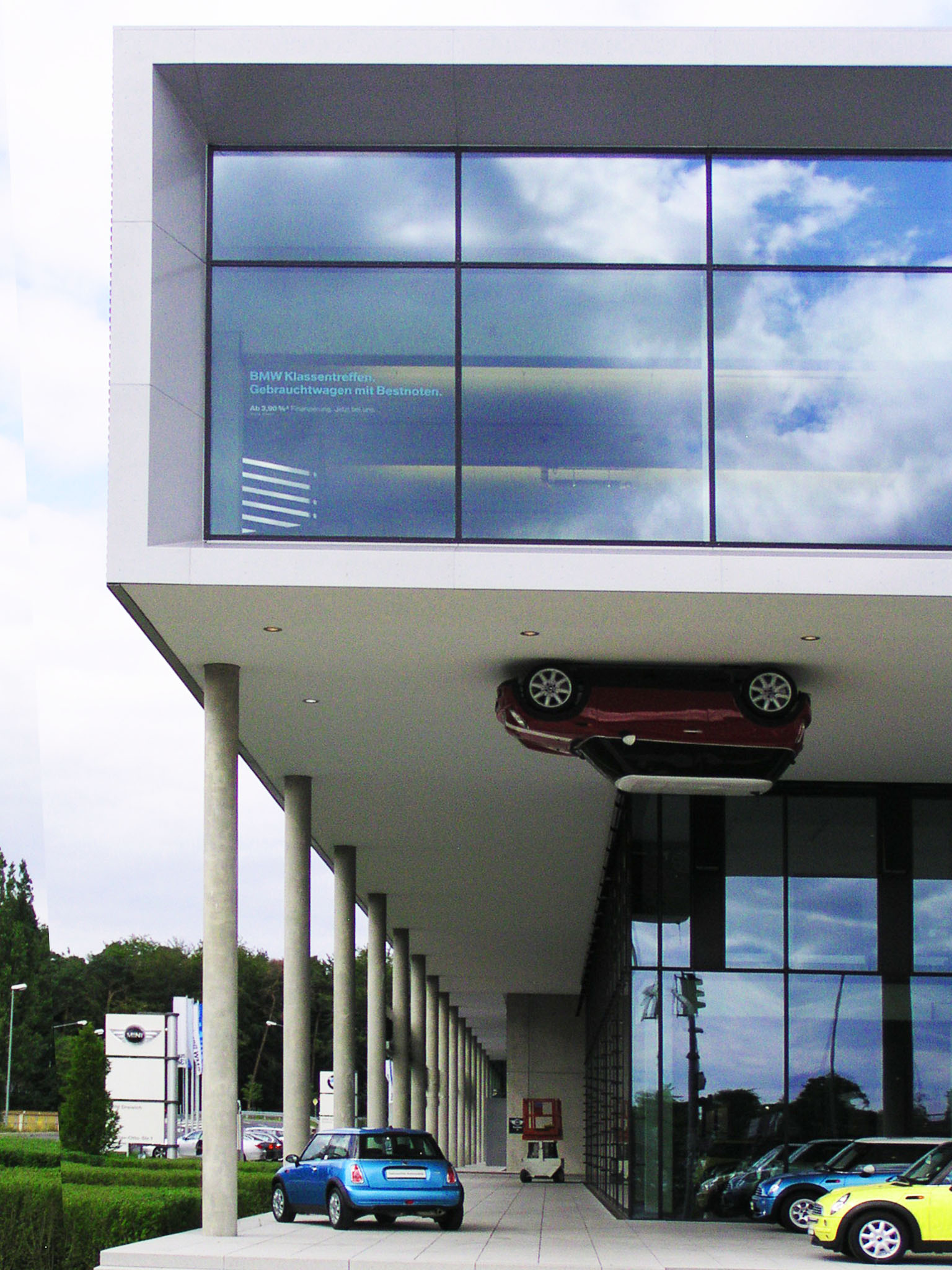
Vue extérieure de BMW à Dreieich.
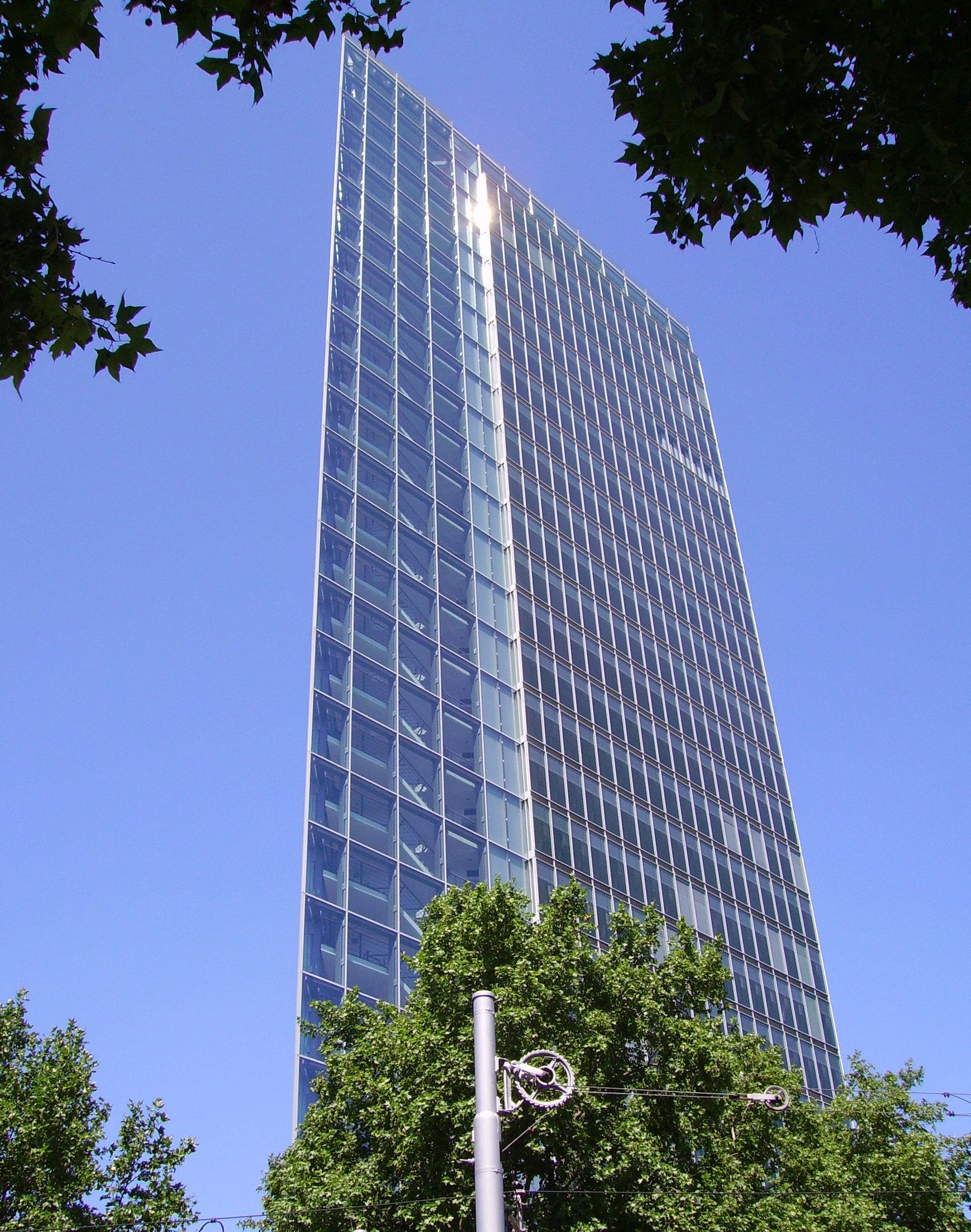
La Victoria Turm à Mannheim.